# Park Yong-ho
Park Yong-ho ((박용호?, 朴容昊?); Incheon, 25 marzo 1981) è un calciatore sudcoreano, difensore del Gangwon.

## Palmarès

### Club
- K League 1

FC Seoul: 2000, 2010
- Korean League Cup

FC Seoul: 2010

### Nazionale
- Giochi asiatici: 1

2002